# Adrian Năstase
Adrian Năstase (n. 1950 en Bucarest) fue primer ministro de Rumania entre 2000 y 2004.

## Infancia, orígenes familiares, estudios y matrimonio
Adrian Năstase nació en Bucarest (Rumania) el 22 de junio de 1950, hijo de una familia originaria de Hanul de Pământ, Tărtăşeşti, provincia de Dâmboviţa. Su padre, Marian Năstase, era un militar de las Fuerzas Armadas de Rumanía, quién después de la caída de la monarquía y la entrada al comunismo, se afilió al Partido Comunista Rumano (PCR). Su madre se llamaba Elena Năstase y tenía una hermana, Dana Năstase (Dana Barb).
Adrian Năstase estudió en el Colegio Nacional Saint Sava. Más tarde se graduó en derecho en la Universidad de Bucarest. Trabajó como profesor y como juez.
Cuando era estudiante se casó con Ilinca Preoteasa, hija de un importante político comunista rumano, Grigore Preoteasa, con quien no tuvo hijos y se acabó divorciando más tarde. El 31 de julio de 1985 se casó en segundas nupcias con Dana Miculescu, la hija de otro importante dirigente comunista rumano, Angelo Miculescu. Con Dana tuvo dos hijos: Andrei Năstase (nacido el 12 de febrero de 1986) y Mihnea Năstase (nacida el 23 de junio de 1993). 
Durante los años 1990 Năstase recibió el apodo de "Hombre de Azúcar" por su presunta homosexualidad. Mientras que la homosexualidad era ilegal durante el régimen comunista de Rumanía, en febrero de 1975 una declaración informativa de la policía hecha por el profesor de historia Ioan D. Suciu mencionaba a Năstase junto con otros hombres en una lista de gente conocida con tendencias homosexuales. La veracidad de la declaración está en entredicho, así como el origen y autenticidad del documento. 

## Inicio en la política
Durante la época comunista se afilió al Partido Comunista Rumano (PCR). Como dirigente comunista representó a Rumanía en varias conferencias sobre derechos humanos. Después de la Revolución Rumana de 1989 fue elegido diputado a la Cámara de diputados de Rumanía por el Frente de Salvación Nacional (FSN) el 9 de junio de 1990. En los gobiernos de Petre Roman y Theodor Stolojan ocupó el cargo de ministro de Asuntos exteriores (28 de junio de 1990 - 18 de noviembre de 1992). En 1992 fue reelegido diputado, pero esta vez por el Nuevo Frente de Salvación Nacional (FDSN). Desde 1993 hasta 1997 fue presidente ejecutivo del Partido Socialdemócrata de Rumanía. Después de que los Socialdemócratas perdieran las elecciones legislativas de 1996, Năstaste pasó a ser jefe de la oposición, vicepresidente de la Cámara de diputados y miembro de la delegación rumana de la Asamblea Parlamentaria al Consejo de Europa, y secretario del Consejo de Europa por la comisión judicial por problemas y derechos humanos. 
Después de la victoria de los Socialdemócratas en las elecciones de 2000 y la reelección de Ion Iliescu como Presidente de la República, Năstaste fue elegido presidente del Partido Socialdemócrata (2000-2005), dejando el cargo el 21 de abril de 2005 a Mircea Geoană.

## Primer ministro (2000-2004)
Năstase fue confirmado como primer ministro el 28 de diciembre de 2000. Los cuatro años de su mandato se caracterizaron por la estabilidad política pos-comunista, el buen ritmo de la economía, el ingreso de Rumanía en la OTAN (2004), las intensas negociaciones para la entrada de Rumanía en la Unión Europea y en el Tratado de Schengen, además de la privatización de empresas públicas.
Năstase dejó el cargo de primer ministro de Rumanía el 21 de diciembre de 2004. Le sucedió interinamente Eugen Bejinariu, también del PSD.

## Candidatura a la Presidencia de la República (2004)
Como Ion Iliescu ya no podía aspirar a un tercer mandato, Năstase fue elegido como candidato a Presidente de la República por el PSD. Las encuestas realizadas en el otoño de 2004 le daban como ganador frente el candidato de centro-derecha Traian Băsescu. La primera vuelta del 29 de noviembre de 2004 la ganó con un 40,94% y 4.278.864 votos, mientras Băsescu obtenía un 33,92% y 3.545.236 votos. En la segunda vuelta, sin embargo, las encuestas se equivocaron, al resultar ganador Băsescu con un 51,23% y 5.126.794 votos, mientras que Năstase se quedaba con un 48,77% y 4.881.520 votos. 
Posteriormente se le ha acusado de escándalos financieros y corrupción.